# Gare de Chouzy
Gare de Chouzy vasútállomás Franciaországban, Chouzy-sur-Cisse településen.

## Vasútvonalak
Az állomást az alábbi vasútvonalak érintik:
- Párizs–Bordeaux-vasútvonal

## Kapcsolódó állomások
A vasútállomáshoz az alábbi állomások vannak a legközelebb:
- Gare de Blois (Paris Gare d’Austerlitz, Párizs–Bordeaux-vasútvonal)
- Gare d’Onzain (Gare de Bordeaux-Saint-Jean, Párizs–Bordeaux-vasútvonal)